# خرطوش (هيروغليفية)

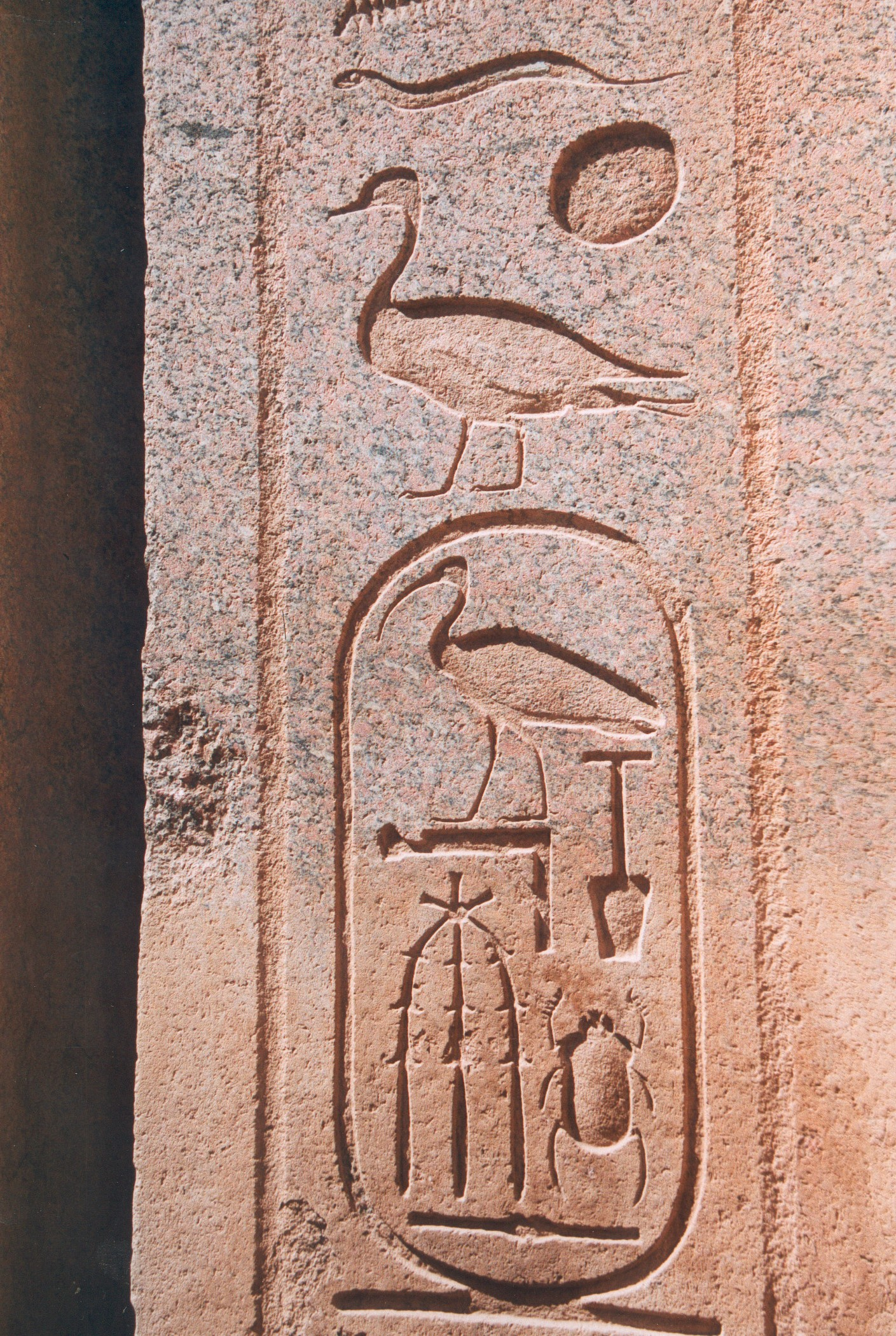
خرطوش واسم تحتمس الثالث بالكرنك

في الكتابة الهيروغليفية المصرية، الخرطوش أو شنيه ((بالقبطية: ϣⲛⲉ)‏ "شَبكَة") هو شكل بيضاوي مع خط في أحد طرفيه مماس للبيضاوي، مما يشير إلى أن النص المرفق هو اسم ملكي. ارتبطت الأمثلة الأولى من الخرطوش بالملوك المصريين في نهاية الأسرة المصرية الثالثة، لكن الميزة لم تدخل حيز الاستخدام الشائع حتى بداية الأسرة المصرية الرابعة تحت حكم الملك سنفرو. بينما يكون الخرطوش عموديًا عادةً بخط أفقي، إذا كان يجعل الاسم مناسبًا بشكل أفضل، يمكن أن يكون أفقيًا، مع وجود خط عمودي في النهاية (في اتجاه القراءة). كانت الكلمة المصرية القديمة للخرطوش هي شنو، والخرطوش كان في الأساس عبارة عن حلقة شن موسعة. قام النص الديموطيقي بتقليص الخرطوشة إلى زوج من الأقواس وخط عمودي. 
من بين الألقاب الملكية الخمسة كان اسم التتويج (اسم العرش)، و«ابن رع» اللقب (ما يسمى بالاسم الذي يطلق عند الولادة)، والتي كانت محاطة بخرطوش.
في بعض الأحيان كانت التمائم تأخذ شكل خرطوش يظهر اسم الملك وتوضع في المقابر. غالبًا ما يجد علماء الآثار مثل هذه العناصر مهمة في تحديد تاريخ قبر ومحتوياته. كان يرتدي الخراطيش في السابق من قبل الملوك المصريين فقط. كان الغرض من الشكل البيضاوي المحيط بأسمائهم هو حمايتهم من الأرواح الشريرة في الحياة وبعد الموت. أصبح الخرطوش رمزًا يمثل الحظ السعيد والحماية من الشر.
تم استخدام مصطلح «خرطوش» لأول مرة من قبل الجنود الفرنسيين الذين تخيلوا أن الرمز الذي رأوه مرارًا وتكرارًا على الآثار المصرية القديمة التي واجهوها يشبه خرطوشة مسحوق الورق التي تحمل كمامة من الأسلحة النارية.
يستخدم كمحدد للكلمة المصرية شن، لـ «الدائرة»، أو «الحلقة» - (مثل حلقة شن أو خرطوشة). في وقت لاحق تم استخدامه لـ رن، كلمة «اسم». وفي العصر الحالي تستخدم كلمتي شنة ورنة في اللهجة المصرية لدى المصريين لوصف شخص ذو مكانة أو مركز مرموق.

## اقرأ أيضا
- سيرخ
- اسم حورس
- قائمة ملوك مصر القديمة
- ألقاب ملكية مصرية قديمة